# Bryn Castell
Bryn Castell är ett slott i Storbritannien.   Det ligger i kommunen Conwy och riksdelen Wales, i den södra delen av landet, 300 km nordväst om huvudstaden London. Bryn Castell ligger 16 meter över havet.
Terrängen runt Bryn Castell är kuperad söderut, men norrut är den platt. Bryn Castell ligger nere i en dal. Runt Bryn Castell är det ganska tätbefolkat, med 60 invånare per kvadratkilometer. Närmaste större samhälle är Colwyn Bay, 9,5 km nordost om Bryn Castell. Trakten runt Bryn Castell består i huvudsak av gräsmarker.